# Sibbaldia (журнал)
Sibbaldia: the International Journal of Botanic Garden Horticulture (дословно — «Сиббальдия: Международный журнал садоводства ботанического сада») — онлайн-журнал, который публикует «рецензируемые статьи и краткие заметки по выращиванию, сохранению, исследованиям, ботанике (но не таксономической ботанике), истории, ландшафтному дизайну, законодательству, управлению и уходу за растениями в ботанических и других садах». Первый номер был опубликован в 2003 году.
Он издаётся Королевским ботаническим садом Эдинбурга. Журнал назван в честь одного из основателей организации Роберта Сиббальда. Чтобы достичь того же качества, что и другое издание группы, Edinburgh Journal of Botany («Эдинбургский журнал ботаники»), они постарались включить те же редакционные стандарты и стандарты рецензирования.
В октябре 2020 года совместно с благотворительной организацией PlantNetwork была проведена виртуальная конференция с целью популяризации достижений садоводства и празднования 350-летия Королевского ботанического сада Эдинбурга.